# Kosjoe
De Kosjoe (Russisch: Косью of Косъю) is een rivier in Rusland, gelegen in de autonome republiek Komi en vormt een zijrivier van de Oesa in het stroomgebied van de Petsjora. De rivier is 259 kilometer lang en haar debiet op 45 kilometer van de monding bedraagt 120 m³/sec.
De rivier wordt vooral gevoed door regen en sneeuw en is bevroren van eind oktober, begin november tot mei. De grootste zijrivieren zijn de Vangyr, Bolsjaja Sarjoega en Malaja Sarjoega aan linkerzijde en de Kozjim en Bolsjaja Inta aan rechterzijde.
De Kosjoe ontspringt op de westelijke hellingen van de Subarctische Oeral nabij de grens met Chanto-Mansië. De rivier stroomt eerst naar het noordwesten door een onbewoond berggebied, waarbij ze snel water opneemt vanuit vele kleine zijstroompjes. Aanvankelijk vormt het een klein bergstroompje, maar groeit al snel uit tot een brede rivier met een breedte van 50 tot 100 meter met ontelbare stroomversnellingen, kleien en kliffen. Door stroomversnellingen en stroomversmallingen wordt de stroming sterk versneld. Op verschillende plaatsen barst de rivier open door rotskloven, waarbij ze versmalt tot 10 meter breedte. De kusten zijn hier rotsachtig en hoog en zijn overgroeid met bos.
Nadat de Vangyr is ingestroomd draait de rivier naar het noorden en verdwijnen de stroomversnellingen, al blijft de stroomsnelheid hoog. De kusten worden lager en de bossen worden afgewisseld door moerassen. De breedte van de rivier loopt op tot 100 à 150 meter. Nabij het plaatsje Kosjoe steekt de spoorlijn Kotlas-Petsjora-Vorkoeta de rivier over.
In de benedenloop, nabij het plaatsje Kozjymvom groeit de Kosjoe uit tot een brede stroom van 200 tot 500 meter en daalt de stroomsnelheid sterk. De rivier baant zich hier een weg door een moerassig gebied, waarbij ze eilanden en zijstromen vormt. Op 40 kilometer van de instroom in de Oesa neemt de Kosjoe de rivier de Bolsjaja Inta op, waaraan de stad Inta ligt.
De rivier is bevaarbaar in de benedenloop. In de bovenloop wordt de rivier gebruikt door watersporttoeristen voor tochten over de rivier.